# سالیناس، پورتوریکو
سالیناس (به انگلیسی: Salinas) یک منطقهٔ مسکونی در ایالات متحده آمریکا است که در پورتوریکو واقع شده‌است.
 سالیناس ۱۸۰٫۴ کیلومتر مربع مساحت و ۳۱,۰۷۸ نفر جمعیت دارد.